# Кемерон Даллас
Кемерон Даллас (англ. Cameron Dallas, нар. 8 вересня 1994) — американська інтернет-знаменитість. Прославився за допомогою знімання відео у Vine. Пізніше отримав головні ролі у фільмах Expelled та The Outfield. У 2016 році він став обличчям компанії Calvin Klein.